# بادی زنانه

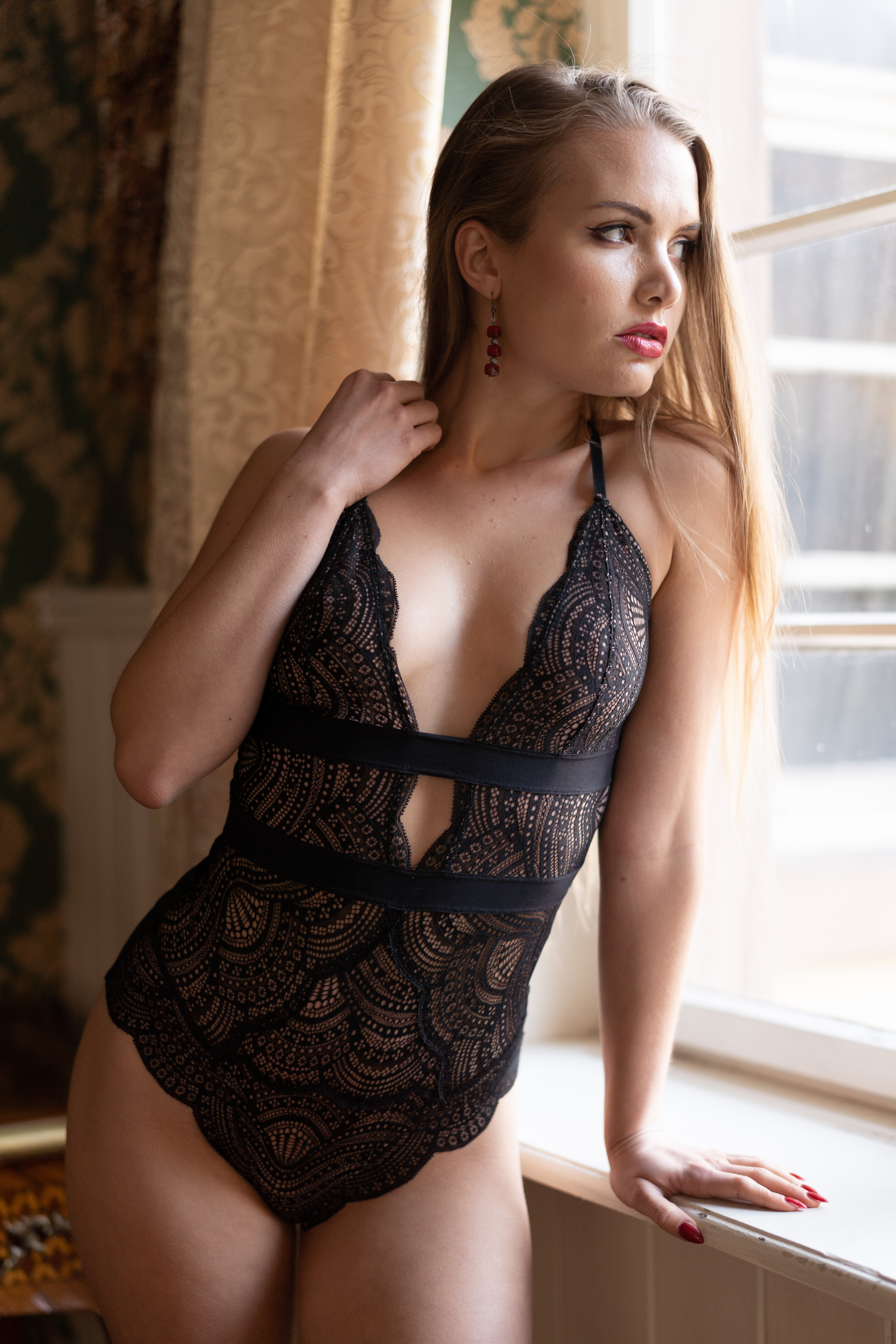
یک بادی‌سوت زنانه

بادی زنانه یا بادی‌سوت (به انگلیسی: Bodysuit) تن‌پوشی تنگ و یک‌تکه است که بالاتنه و فاق و گاهی ساق و دست و پا را می‌پوشاند و نمی‌توان از آن به عنوان مایو بهره برد.
استایل یک بادی زنانه ساده همانند پوشاک شنا یک‌تکه است، اگرچه مواد ساخت آن ممکن است به گونه دیگری باشد.
بادی زنانه یا بادی‌سوت معمولاً با شلوارها و ساپورت یا دامن پوشیده می‌شود. آن‌ها همچنین ممکن است به‌طور کلی توسط زنان به عنوان پوشاک زیر، روزانه یا لباس رسمی پوشیده شوند. همچنین بادی زنانه معمولاً گونه‌ای پوشاک ورزشی محسوب نمی‌شود.